# 処女会
処女会（しょじょかい）は大正時代の日本各地で設けられた青年期の未婚者女性の団体。公的教育機関とは異なるインフォーマルな人的交流を通じて、町村単位で青年期の女性を組織化したもの。男子だけで構成される青年会、既婚者女性の婦人会に対応する組織である。思想統制・国策協力の手段という側面もあったが、親や男性が関与しない空間で若い女性同士が交流できる場でもあった。
義務教育終了後で結婚前の女性の組織である。
1900年前後から始まり、1920年（大正9年）時点で日本国内に1万の団体と150万人の会員を擁した。
後の女子青年団。

## 処女会中央部
中央組織としての処女会中央部が1918年（大正7年）に設立され、1927年に大日本連合女子青年団に改組した。処女会中央部は地方処女会相互の連絡、および文部省・内務省との連絡を受け持った。
この設立以前には、地方により「女子同窓会」「娘の会」「婦女会」などの名前で同様の修養組織があったが、処女会中央部設立とともにそれらも「処女会」という名前に統一していく傾向があった。処女会中央部は前年に設立された青年団中央部に対応している。
処女会の全国的な組織化に当たっては内務省の取り組みが先行しており、その後に処女会が各地に急速に普及したことが分かっている。青年会・処女会が盛んであった静岡県庵原郡庵原村の天野藤男が内務省嘱託の身分を持って全国的な指導者となり、「処女会の父」と呼ばれた。天野は後に文部省の後援も得たが、徐々に処女会組織の主導権は天野や内務省から文部省へと移った。

## 女子青年団
天野の死後、和歌山県の片岡重助が「処女会主任」として文部省に入った。1926年（大正15年）に文部省、内務省は共同で「女子青年団体に関する訓令」を出し、翌年処女会中央部が財政難等により解散した。文部省、内務省は青年期女性の地方組織を直接掌握しようとし、以後、各地の地方処女会は青年団の下部組織へと転換した。
女子青年団は文部省、内務省の他、軍との関係も深く、軍の演習に奉唱隊として参加するなどした。

## 一次文献
- 処女会中央部 編『これからの処女の為めに』 上巻、日比書院、1922年6月。doi:10.11501/969248。 NCID BA73171176。OCLC 673952036。国立国会図書館書誌ID:000000583816。
- 処女会中央部 編『これからの処女の為めに』 下巻、日比書院、1922年6月。doi:10.11501/969247。 NCID BA73171176。OCLC 673952013。国立国会図書館書誌ID:000000583815。
- 処女会中央部 編『これからの処女の為めに』（復興改版）日比書院、1924年6月。 NCID BN0275836X。
- 処女会中央部 編『これからの女子生活』日比書院、1925年10月。doi:10.11501/1018535。 NCID BN02758111。OCLC 674321877。国立国会図書館書誌ID:000000597978。
- 処女会中央部 編『これからの家庭と経済』日比書院、1926年9月。doi:10.11501/1020862。 NCID BA42159777。OCLC 672414563。国立国会図書館書誌ID:000000600116。
- 静岡県富士郡処女会 編『処女会幹部講習会講演集』。doi:10.11501/921884。
- 内務省社会局 編『全国処女会婦人会の概況』内務省社会局、1921年10月。doi:10.11501/940135。 NCID BN10078495。OCLC 673270229。国立国会図書館書誌ID:000000557564。

なお、中央部が発行した雑誌『処女の友』は2014年に不二出版より復刻版が刊行された (ISBN 978-4-8350-7659-1)。